# Acacia visco
Acacia visco é uma espécie de leguminosa do gênero Acacia, pertencente à família Fabaceae.